# Санкт-Файт-ін-Деферегген
Санкт-Файт-ін-Деферегген (нім. St. Veit in Defereggen) — містечко й громада округу Лієнц в землі Тіроль, Австрія.
Санкт-Файт-ін-Деферегген лежить на висоті  1495 над рівнем моря і займає площу  61,48 км². Громада налічує 734 мешканців. 
Густота населення 12/км².  
Округ Лієнц, до якого належить Санкт-Файт-ін-Деферегген, називається також Східним Тіролем. Від основної частини землі, 
Західного Тіролю, його відділяє смуга Південного Тіролю, що належить Італії. 
|                                                   |
| Санкт-Файт-ін-Деферегген на мапі округу та землі. |

 Адреса управління громади: Gsaritzen 28, 9962 St. Veit in Defereggen. 

## Виноски
1. ↑  Dauersiedlungsraum der Gemeinden Politischen Bezirke und Bundesländer - Gebietsstand 1.1.2018 — Статистичне управління Австрії.
2. ↑  Homepage der Gemeinde. Архів оригіналу за 30 грудня 2012. Процитовано 7 липня 2013. [Архівовано 2012-12-30 у Archive.is]